# Hundutställning

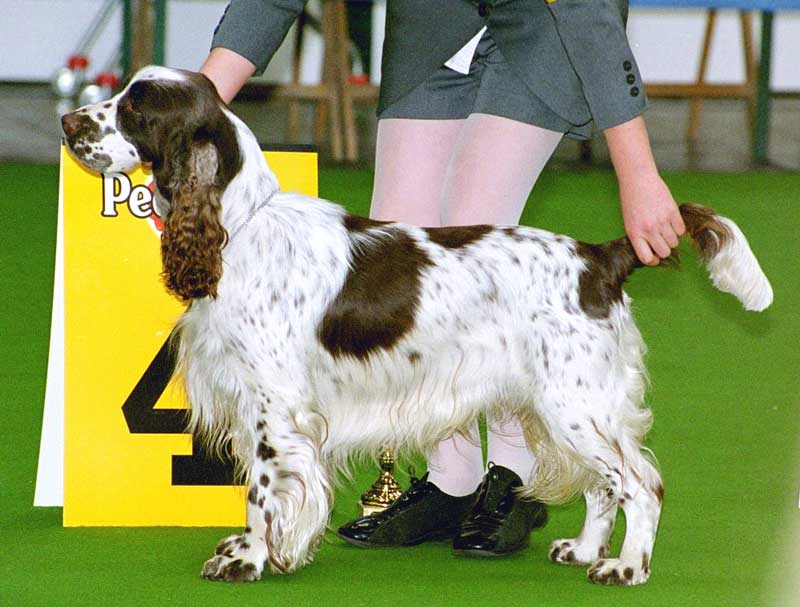
Springer spaniel i utställningsringen.

Hundutställning, tävling för rashundar där en domare gör en exteriörbedömning utifrån hur väl hundarna överensstämmer mot aktuell rasstandard. Hanhundar och tikar i samma ras bedöms var för sig och vinnarna ställs sedan mot varandra. Dessa två utnämns sedan till "bästa hund i rasen" (BIR) och "bäst i motsatt kön" (BIM).
Den hund som blivit bäst i rasen går vidare till final med tävlan om "bäst i gruppen" (BIG) och "best in show" (BIS). Dessa finaltävlingar är inofficiella, men den som anmäler sin hund till utställning förbinder sig att delta i dem om hunden går vidare dit.
Det grundläggande syftet med hundutställningar är avelsutvärdering.

## Arrangörer av hundutställningar

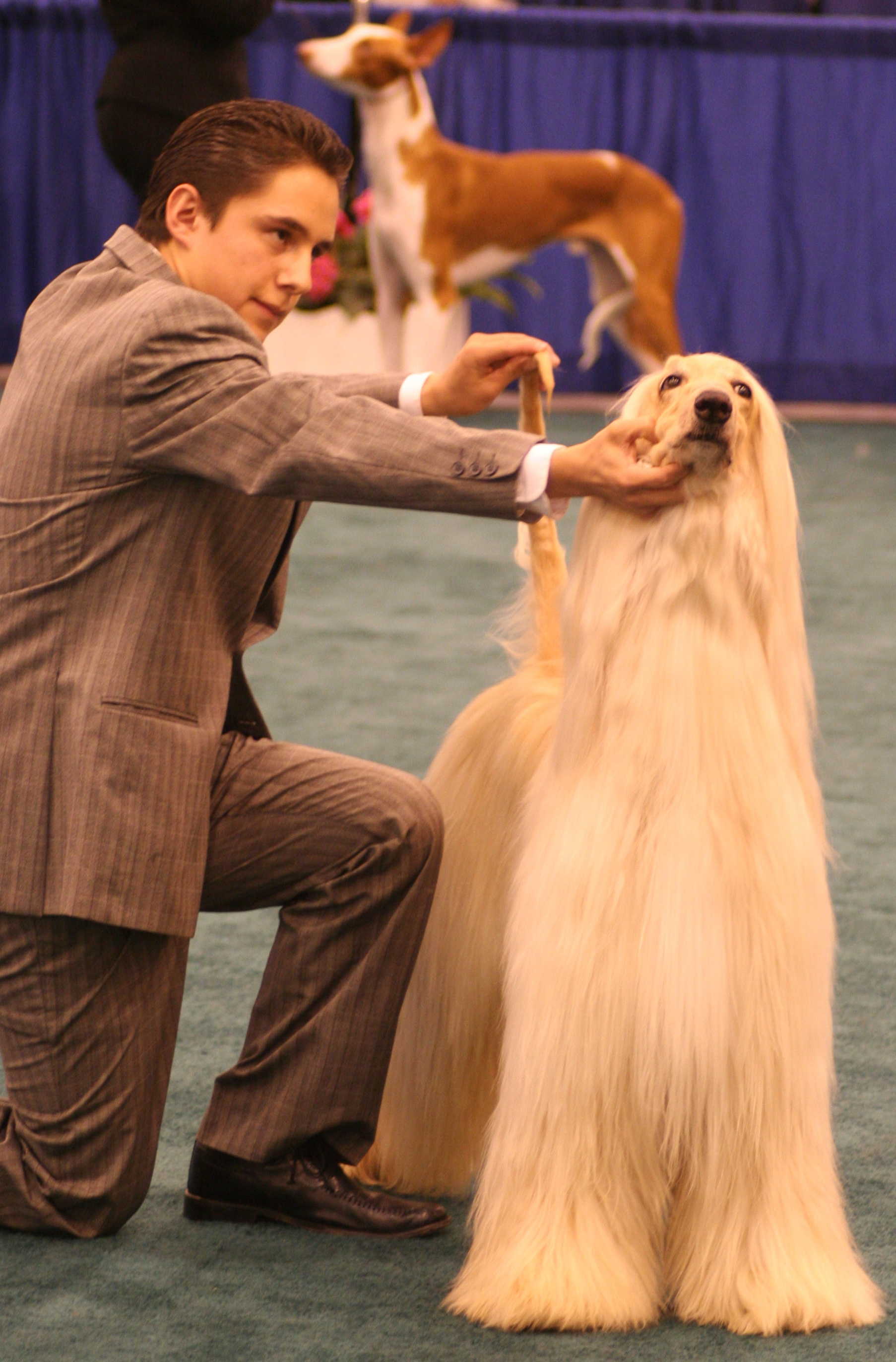
Afghanhund visas upp

Hundutställningar arrangeras av privata organisationer. I Sverige anordnas de flesta och största hundutställningarna av Svenska Kennelklubben (SKK) och dess medlemsklubbar. SKK är ansluten till den internationella kennelfederationen Fédération Cynologique Internationale (FCI). Hundutställningar arrangerade av SKK eller dess medlemsklubbar följer SKK:s Utställnings- och championatsbestämmelser, som till största delen stämmer överens med de motsvarande regler som gäller i kennelklubbar anslutna till FCI i andra länder.
Hundutställningar anordnas också av Svenska hundklubben och vissa fristående rasklubbar.

### Svenska kennelklubben
Svenska kennelklubben arrangerar varje år en utställning i Stockholm i december, som får namnet "Hund" följt av det år utställningen hålls. Inofficiellt brukar denna utställning kallas "Stora Stockholm", för att skilja den från Stockholms kennelklubbs utställning som varje år hålls i Stockholm vid påsk och brukar kallas "Lilla Stockholm".
Svenska kennelklubben stod 2008 som värd för FCI:s årliga världsutställning, som hölls i Stockholm den 3-6 juli 2008.

### Länsklubbar
Svenska kennelklubben är regionalt indelad i länsklubbar. Dessa arrangerar officiella utställningar enligt SKK:s regler. Utställningarna återkommer ofta på samma plats och vid samma tid på året varje år.

## Hundutställningar enligt SKK:s regler

### Allmänna regler
Vid hundutställningar skall i första hand SKK:s allmänna regler för utställningar, prov och tävlingar följas. Dessa regler innebär i huvudsak följande.

#### Vaccination
- Hund som tas in från annat land skall ha förts in till Sverige enligt svenska införselbestämmelser avseende
  - rabiesvaccination
  - avmaskning gentemot bandmask (echinococos)
- Deltagande hund skall vara vaccinerad mot valpsjuka
  - hund under ett års ålder: vid lägst tio veckors ålder
  - hund över ett års ålder: vid cirka ett års ålder och därefter får den senast utförda vaccinationen inte vara utförd för mer än fyra år sedan
  - hund som vaccinerats för första gången: vaccination skall vara gjord minst 14 dagar före tävlingsdagen

#### ID-märkning
Hund född den 1 januari 1997 eller senare skall vara ID-märkt. ID-märkning kan ske genom tatuering eller implantat av microchip.
Vid utställning arrangerad av SKK:s centralstyrelse eller länsklubb är arrangören skyldig att tillhandahålla avläsare för microchip. Specialklubb får dock bestämma att endast ID-märkning med tatuering godtas, i så fall får microchipmärkt hund ändå delta om ägaren tillhandahåller avläsare.

#### Oacceptabelt beteende
Hundar som visar aggressivitet, gör utfall eller på annat sätt uppträder hotfullt mot människor eller andra hundar skall avvisas från utställningsområdet.

#### Hinder mot deltagande
Allmänna hinder mot att delta i utställningar är:
- Hund som vid tre tillfällen tilldelats 0 pris, då den visat aggressivitet eller tydligt flyktbeteende vid bedömning
- Hund som har smittsam sjukdom eller ohyra
- Hund som under den senaste månaden haft, eller misstänks ha haft, valpsjuka, parvovirusinfektion eller kennelhosta
- Hund som under den senaste månaden vistats tillsammans med hund som varit sjuk enligt ovan
- Tik som beräknas nedkomma med valpar 30 dagar eller mindre efter utställningen
- Tik som valpat inom 75 dagar före utställningen
- Öronkuperad hund född i Sverige eller annat land där öron ej får kuperas
- Öronkuperad hund fallen undan dansk-, finsk-, norsk- eller svenskägd tik
- Svanskuperad hund, med följande undantag:
  - hund född i annat land än Sverige och Norge, inte fallen undan svensk- eller norskägd tik och kupering var tillåten i hundens födelseland då den företogs
  - hund född i Sverige den 1 januari 1993 eller senare och kuperingen är utförd av veterinärmedicinska skäl för att avhjälpa en efter födseln förvärvad skada och intyg om detta finns.

#### Dopning med mera
Deltagande hund får inte vara utsatt för åtgärd som otillbörligt kan påverka dess utseende, prestation, reaktion eller yttring av skada eller sjukdom. Detaljerade regler om detta finns i SKK:s nationella dopningsreglemente för hund.

### Särskilda bestämmelser för utställningar

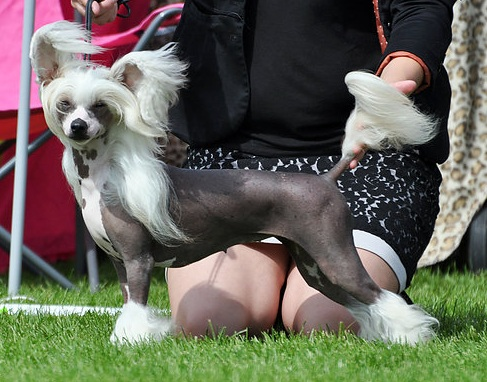
Chinese crested dog, naken variant.

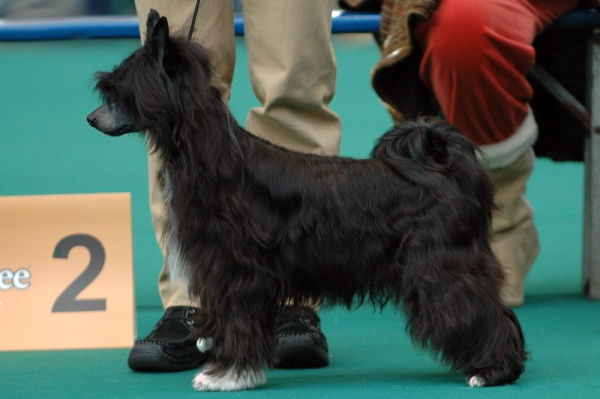
Chinese crested dog, hårig variant, så kallad Powder puff

Vid utställning skall finnas kommissarie, som ansvarar för utställningens tekniska arrangemang och upprätthållande av ordning, och en bestyrelse med minst tre ledamöter, som är ansvarig för att utställningen genomförs enligt gällande bestämmelser.
I utställningsringen deltar domare och två ringsekreterare. Det kan även förekomma en domarelev och en domaraspirant, eller två domarelever, i ringen under bedömningen. Ringsekreterarelev eller ringsekreteraraspirant får också förekomma i ringen. I övrigt får endast deltagande hund med förare delta i ringen.
Det är förbjudet att med hjälp av annan person, som befinner sig i eller utanför ringen, försöka påverka uppvisningen av en hund (s.k. dubbelhandling).
I princip får endast hund som tillhör medlem i någon av SKK:s länsklubbar eller i erkänd utländsk kennelklubb delta. Erkända utländska kennelklubbar är inte bara medlemsklubbar i FCI. Engelska kennelklubben och Amerikanska kennelklubben är inte med i FCI men är erkända utländska kennelklubbar. Om fler än en person äger hunden skall samtliga vara medlemmar. Medlem i Sveriges Hundungdom får delta med egen eller delägd hund utan att vara med i länsklubb fram till det år han eller hon fyller 18 år. Den som anmält hund endast till valpklass behöver inte vara medlem.
Hund född i Sverige skall ha registreringsnummer i SKK:s register, godkänd FCI-standard för hundens ras skall finnas, alternativt skall rasen ha beviljats dispens för deltagande. Hund född utanför Sverige skall ha registreringsnummer i SKK:s register eller i godkänd utländsk kennelklubbs register, vidare gäller detsamma om standard som för hund född i Sverige. Svenskägd hund skall vara registrerad i Sverige. För deltagande i valpklass räcker det att valpen är under registrering.

### Klasser
Hundar deltar i olika klasser vid utställning beroende på ålder och tidigare meriter från utställningar och andra tävlingar. Alla klasser utom valpklass räknas som officiella klasser. Hund får endast anmälas till en klass per utställning.
I de klasser där inget annat anges sker kvalitetsbedömning. Hunden tilldelas Excellent, Very Good, Good, Sufficient eller Disqualified beroende på dess kvalitet, alternativt Cannot be judged.
Hundens pris i både kvalitet och konkurrens anges i band med olika färger enligt följande:
1. Excellent - rött
2. Very Good - blått
3. Good - gult
4. Sufficient - grönt

Hund som i konkurrens får en sämre placering än 4 blir oplacerad. Detta kan anges med förkortningen "opl" i resultatlistor.
Hanhundar tävlar för sig, tikar för sig. De mäts inte mot varandra förrän de eventuellt möts i tävlan om bästa valp eller bäst i ras. Först tävlar hanvalpar, därefter tikvalpar, sedan hanhundar och därefter tikar.

#### Valpklass
Valpklass är inofficiell. Valpklass delas ofta upp i två grupper, 4-6 månader och 6-9 månader. I dessa klasser förekommer endast konkurrensbedömning. Särskilt lovande valpar får hederspris och får delta i konkurrensen med andra valpar av samma kön i rasen.
Den hanvalp som vinner i konkurrensen mot andra hanvalpar, respektive den tikvalp vinner i konkurrensen mot andra tikvalpar, tävlar sedan om priset bästa valp (även kallat BIR-valp). Vinnaren av bästa valp får en rosa och gul rosett, valpen som blev bäst i motsatt kön får en ljusgrön och vit rosett.

#### Juniorklass
I juniorklass deltar hund som senast dagen före utställningen fyllt 9 månader men ännu inte fyllt 18 månader.

#### Juniorkonkurrensklass
Hund som vid utställningen får Excellent i kvalitetspris i juniorklass skall delta i juniorkonkurrensklass. Vid färre än tre hundar med betyget Excellent så får även hundar med kvalitetspris Very Good tävla i konkurrensklass. I konkurrensklassen delas sedan eventuella Ck (certifikatkvalitet) ut för de hundar som fått kvalitetspris Excellent och som domaren anser vara bra nog att tävla vidare i bästa hanhunds- respektive bästa tikklass.

#### Unghundsklass
I unghundsklass kan hund delta som senast dagen före utställningen fyllt 15 månader men ännu inte fyllt 24 månader.

#### Unghundskonkurrensklass
Hund som vid utställningen får Excellent i kvalitetspris i unghundsklass skall delta i unghundskonkurrensklass. Vid färre än tre hundar med betyget Excellent så får även hundar med kvalitetspris Very Good tävla i konkurrensklass. I konkurrensklassen delas sedan eventuella Ck (certifikatkvalitet) ut för de hundar som fått kvalitetspris Excellent och som domaren anser vara bra nog att tävla vidare i bästa hanhunds- respektive bästa tikklass.

#### Bruks- eller jaktklass
Bruks- eller jaktklass anordnas för raser som har rasspecifika prov. Den är öppen för provmeriterad hund som senast dagen före utställningen fyllt 15 månader.

#### Bruks- eller jaktkonkurrensklass
Hund som vid utställningen får Excellent i kvalitetspris i bruks- eller jaktklass skall delta i bruks- respektive jaktkonkurrensklass. Vid färre än tre hundar med betyget Excellent så får även hundar med kvalitetspris Very Good tävla i konkurrensklass. I konkurrensklassen delas sedan eventuella Ck (certifikatkvalitet) ut för de hundar som fått kvalitetspris Excellent och som domaren anser vara bra nog att tävla vidare i bästa hanhunds- respektive bästa tikklass.

#### Öppen klass
I öppen klass kan hund delta som senast dagen före utställningen fyllt 15 månader. För hund som är mellan 15 och 24 månader kan ägaren välja mellan unghundsklass och öppenklass.

#### Öppen klass konkurrens
Hund som vid utställningen får Excellent i kvalitetspris i öppen klass skall delta i öppen klass konkurrens. Vid färre än tre hundar med betyget Excellent så får även hundar med kvalitetspris Very Good tävla i konkurrensklass. I konkurrensklassen delas sedan eventuella Ck (certifikatkvalitet) ut för de hundar som fått kvalitetspris Excellent och som domaren anser vara bra nog att tävla vidare i bästa hanhunds- respektive bästa tikklass.

#### Championklass
Hund som senast dagen före utställningen fyllt 15 månader och har erhållit svenskt, internationellt eller annat av SKK godkänt nationellt utställningschampionat kan delta i championklass. 
Hund som vid utställningen får Excellent i kvalitetspris i championklass skall delta i championkonkurrensklass. Vid färre än tre hundar med betyget Excellent så får även hundar med kvalitetspris Very Good tävla i konkurrensklass. I konkurrensklassen delas sedan eventuella Ck (certifikatkvalitet) ut för de hundar som fått kvalitetspris Excellent och som domaren anser vara bra nog att tävla vidare i bästa hanhunds- respektive bästa tikklass.

#### Championkonkurrensklass
Hund som vid utställningen får Excellent i kvalitetspris i championklass skall delta i championkonkurrensklass. Vid färre än tre hundar med betyget Excellent så får även hundar med kvalitetspris Very Good tävla i konkurrensklass. I konkurrensklassen delas sedan eventuella Ck (certifikatkvalitet) ut för de hundar som fått kvalitetspris Excellent och som domaren anser vara bra nog att tävla vidare i bästa hanhunds- respektive bästa tikklass.

#### Veteranklass
I veteranklass kan hund delta som senast dagen före utställningen fyllt 8 år. Hund som vid utställningen får Excellent i kvalitetspris i veterankass skall delta i veterankonkurrensklass. Vid färre än tre hundar med betyget Excellent så får även hundar med kvalitetspris Very Good tävla i konkurrensklass. I konkurrensklassen delas sedan eventuella Ck (certifikatkvalitet) ut för de hundar som fått kvalitetspris Excellent och som domaren anser vara bra nog att tävla vidare i bästa hanhunds- respektive bästa tikklass.

#### Veterankonkurrensklass
Hund som vid utställningen får Excellent i kvalitetspris i öppen klass skall delta i veterankonkurrensklass. Vid färre än tre hundar med betyget Excellent så får även hundar med kvalitetspris Very Good tävla i konkurrensklass. I konkurrensklassen delas sedan eventuella Ck (certifikatkvalitet) ut för de hundar som fått kvalitetspris Excellent och som domaren anser vara bra nog att tävla vidare i bästa hanhunds- respektive bästa tikklass.

#### Bästa hanhundsklass, bästa tikklass
De hundar som i officiell konkurrensklass tilldelats Ck skall delta i bästa hanhundsklass eller bästa tikklass. Konkurrensbedömning tillämpas i dessa klasser. Certifikat tilldelas bäst placerade hund i respektive klass som får tävla om certifikat. I denna klass delas även CACIB ut på utställningar med internationell status. Bästa hane/bästa tik som ej tävlar i juniorklass eller veteranklass tilldelas CACIB och nästkommande hund i placeringslistan som inte tävlar i junior-/veteranklass tilldelas R-CACIB (reservcacib).

#### Bäst i rasen
Vinnarna från bästa hanhundsklass och bästa tikklass möts i konkurrens om vem som utses till Bäst i rasen (BIR). Den som inte vinner tilldelas priset Bäst i motsatt kön (BIM). Vinnare av BIR får en röd och gul rosett, vinnare av BIM får en grön och vit rosett.
Hund som blivit BIR tävlar vidare i finaltävlingarna om Bäst i gruppen (BIG).

### Finaltävlingar
Sedan alla tävlingar för respektive ras har avgjorts följer finaltävlingar. Finaltävlingarna är inofficiella, men det förutsätts att de som kvalificerar sig för finaltävling deltar i sådan. Seger i en finaltävling är prestigefylld, men kan aldrig ge några titlar som sätts till hundens namn i stamboken.

#### Bäst i gruppen
BIR-vinnande hundar tävlar i konkurrens om bäst i gruppen i en av följande tio rasgrupper:
1. vall-, boskaps- och herdehundar
2. schnauzer och pinscher, molosser och bergshundar samt sennenhundar
3. terrier
4. taxar
5. spetsar och raser av urhundstyp
6. drivande hundar samt sök- och spårhundar
7. stående fågelhundar
8. stötande hundar, apporterande hundar och vattenhundar
9. sällskapshundar
10. vinthundar

De fyra bästa hundarna i varje rasgrupp tilldelas priser som betecknas med rosetter enligt följande:
1. röd
2. blå
3. gul
4. grön

#### Best in Show
BIG-vinnande hundar tävlar till sist om Best in Show, vilket förkortas BIS. Det förekommer aldrig någon svenskspråkig beteckning för denna finaltävling.
De fyra bästa hundarna tilldelas priser som betecknas med rosetter enligt följande:
1. röd och vit
2. blå och vit
3. gul och vit
4. grön och vit